# Z Serpentis
Z Serpentis är en halvregelbunden variabel av SRB-typ i stjärnbilden Ormen.
Stjärnan varierar i visuell magnitud mellan +8,50 och 9,83 med en period av 88,2 dygn.